# Scherzare col fuoco
Scherzare col fuoco (Stick) e un film del 1985, diretto da Burt Reynolds.